# نزلة رمضان
قرية نزلة رمضان هي إحدى القرى التابعة لمركز العدوة بمحافظة المنيا في جمهورية مصر العربية. حسب إحصاءات سنة 2006، بلغ إجمالي السكان في نزلة رمضان 2840 نسمة، منهم 1475 رجلا و1365 امرأة.